# Himmelsberg bei Woffleben
Koordinaten: 51° 33′ 53″ N, 10° 43′ 33″ O
Das Naturschutzgebiet Himmelsberg bei Woffleben liegt im Landkreis Nordhausen in Thüringen. Es erstreckt sich nördlich von Woffleben, einem Ortsteil der Stadt Ellrich. Nordöstlich des Gebietes verläuft die Landesstraße L 2073, südlich fließt die Zorge und verläuft die L 1037.

## Bedeutung
Das 61,7 ha große Gebiet mit der NSG-Nr. 313 wurde im Jahr 1996 unter Naturschutz gestellt. 